# Antoine Houzé
Pour les articles homonymes, voir Houzé.
 (janvier 2022).
La mise en forme du texte ne suit pas les recommandations de Wikipédia : il faut le « wikifier ».
Les points d'amélioration suivants sont les cas les plus fréquents :
- Les titres sont pré-formatés par le logiciel. Ils ne sont ni en capitales, ni en gras.
- Le texte ne doit pas être écrit en capitales (les noms de famille non plus), ni en gras, ni en italique, ni en « petit »…
- Le gras n'est utilisé que pour surligner le titre de l'article dans l'introduction, une seule fois.
- L'italique est rarement utilisé : mots en langue étrangère, titres d'œuvres, noms de bateaux, etc.
- Les citations ne sont pas en italique mais en corps de texte normal. Elles sont entourées par des guillemets français : « et ».
- Les listes à puces sont à éviter, des paragraphes rédigés étant largement préférés. Les tableaux sont à réserver à la présentation de données structurées (résultats, etc.).
- Les appels de note de bas de page (petits chiffres en exposant, introduits par l'outil «  Source ») sont à placer entre la fin de phrase et le point final[comme ça].
- Les liens internes (vers d'autres articles de Wikipédia) sont à choisir avec parcimonie. Créez des liens vers des articles approfondissant le sujet. Les termes génériques sans rapport avec le sujet sont à éviter, ainsi que les répétitions de liens vers un même terme.
- Les liens externes sont à placer uniquement dans une section « Liens externes », à la fin de l'article. Ces liens sont à choisir avec parcimonie suivant les règles définies. Si un lien sert de source à l'article, son insertion dans le texte est à faire par les notes de bas de page.
- La présentation des références doit suivre les conventions bibliographiques. Il est recommandé d'utiliser les modèles {{Ouvrage}}, {{Chapitre}}, {{Article}}, {{Lien web}} et/ou {{Bibliographie}}. Le mode d'édition visuel peut mettre en forme automatiquement les références.
- Insérer une infobox (cadre d'informations à droite) n'est pas obligatoire pour parachever la mise en page.

Pour une aide détaillée, merci de consulter Aide:Wikification.
Si vous pensez que ces points ont été résolus, vous pouvez retirer ce bandeau et améliorer la mise en forme d'un autre article.
Philippe Antoine Houzé (Paris, ancien 11e arrondissement, 9 mai 1802 - Paris 6e, 9 octobre 1879) est un géographe français du XIXe siècle. Il a également été un des pionniers de la toponymie française avec Jules Quicherat et Henri d'Arbois de Jubainville.

## Biographie
Il a rejoint la Société de géographie en 1839 et y a publié des ouvrages de géographie agréés par l’Instruction publique comme :
- Nouveaux élémens de géographie à l'usage des écoles primaires, 1839 ;
- Atlas universel historique et géographique (“adopté par le Conseil de l’Université pour être placé dans les bibliothèques des lycées et des collèges”), 1850 ;
- Atlas historique et geographique de la Russie, la Suede, la Norwege et le Danemarck a la fin du IXe siècle.

On peut y ajouter trois atlas en langue espagnole : Atlas historico de Francia (1840), Atlas histórico de España (1841) et Atlas histórico de Inglaterra (1842).
Son ouvrage Étude sur la signification des noms de lieux en France, publié en 1864, regroupe ses principaux articles de toponymie initialement publiés depuis 1861 dans la Revue archéologique et titrés en « Recherches sur l’étymologie de quelques noms de lieux ». 
Quatre autres articles seront publiés dans la même revue en 1866, 1867 et 1869, et titrés « Études sur quelques noms de lieux ».
Sylvain Venayre, spécialiste du XIXe siècle et de l'histoire des représentations, a dit de ses travaux, dans Les Origines de la France. Quand les historiens racontaient la nation :
Sous le Second Empire, l'avènement de la notion de frontière linguistique sanctionna cette évolution qui faisait coïncider, de plus en plus étroitement, l'ordre de la langue et celui de la géographie. Les recherches sur l’histoire des toponymes en témoignent.
Favorisées par l'intérêt de Napoléon III pour la Gaule romaine, elles contribuèrent à penser les liens du territoire et de la langue. Publiée en 1864, l'Étude sur la signification des noms de lieux en France, d'Antoine Houzé, fut ainsi suivie, quatre ans plus tard, du grand livre de Jules Quicherat.